# Romanisierung des Nanking-Dialekts
Der Nanking-Dialekt (chinesisch 南京方言, Pinyin Nánjīng Fāngyán, Nanjing-Mandarin Lang2jin1 Fang1iän2 – „Nankinger Regionalsprache“, auch 南京官話 / 南京官话,  Nánjīng Guānhuà, Nanjing-Mandarin Lang2jin1 Guang1hua4 – „Nanking-Mandarin“) gehört zur Jiang-Huai-Dialektgruppe der chinesischen Sprachen. Der Regiolekt wird in der Umgebung von Nanking – heute Nanjing – bzw. im Unterlauf von des Jangtsekiangs und Huai He regional in Teilen der Provinzen Hubei, Anhui und Jiangsu gesprochen. Die Romanisierung des Nanking-Dialekts wird hauptsächlich in Wörterbüchern wie dem Dialektwörterbuch der chinesischen Sprachen (漢語方言發音字典 / 汉语方言发音字典) und in softwarebasierte Eingabemethode am Computer genutzt. Die Umschrift nutzt dabei Kriterien des deutschen Alphabetsystems als auch vom amtlichen Umschriftsystem des Hanyu Pinyins im Standardchinesisch.

## Schreibung der Silben

### Anlaute
| Pinyin | IPA   | Beschreibung |
| ------ | ----- | --- |
| b      | [p]   | stimmloses b |
| p      | [pʰ]  | wie im Deutschen, behaucht                                                                                       |
| m      | [m]   | wie im Deutschen                                                                                                 |
| f      | [f]   | wie im Deutschen                                                                                                 |
| d      | [t]   | stimmloses d |
| t      | [tʰ]  | wie im Deutschen, behaucht                                                                                       |
| l      | [l]   | wie im Deutschen                                                                                                 |
| g      | [k]   | stimmloses g |
| k      | [kʰ]  | wie im Deutschen, behaucht                                                                                       |
| h      | [x]   | wie in lachen oder spanisches j                                                                                  |
| x      | [ɕ]   | wie ch in ich und ß in weiß gleichzeitig                                                                         |
| j      | [tɕ]  | wie d plus Pinyin x; ähnlich wie in Mädchen, aber viel weicher                                                   |
| q      | [tɕʰ] | wie t plus Pinyin x; ähnlich wie in Mädchen, aber stark behaucht                                                 |
| s      | [s]   | wie in weiß (stimmloses s)                                                                                       |
| c      | [tsʰ] | wie t plus s: ähnlich wie deutsches tz                                                                           |
| z      | [ts]  | ähnlich wie deutsches d und stimmhaftes s zusammen                                                               |
| sh     | [ʂ]   | ähnlich wie deutsches sch, aber retroflex                                                                        |
| zh     | [ʈʂ]  | wie d plus Pinyin sh; ähnlich wie in Dschungel, aber stimmlos sowie retroflex (mit zurückgebogener Zungenspitze) |
| ch     | [ʈʂʰ] | wie t plus Pinyin sh; ähnlich wie deutsches tsch                                                                 |
| r      | [ʐ]   | ähnlich wie französisches j (bonjour), aber retroflex                                                            |

### Auslaute
Die chinesischen Zeichen als Beispiel für die Auslaute
| Gleitlaut ->        | i[i]           | u[u]           | ü[y]           |
| /Ø/                 | i[i] 一*、衣   | u[u] 物*、務   | ü[y] 育*、 語  |
| a[a] 阿*、啊        | ia[ia] 壓*、鴉 | ua[ua] 挖*、蛙 |                |
| ä[ɛ] 額*、愛        | iä[iɛ] 娾      | uä[uɛ] 瓁*、外 |                |
| e[e] 車 [ʈʂʰ-]      | ie[ie] 業*、夜 |                | üe[ye] 月*、𦚢 |
| ei[əɪ] 被 [p-]      |                | uei[uəɪ] 為    |                |
| ao[ɔ] 奧            | iao[iɔ] 搖     |                |                |
| ou[əɯ] 歐           | iou[iəɯ] 又    |                |                |
| o[o] 惡*、餓        | io[io] 約*     |                |                |
| ang[ã] 安           | iang[iã] 陽    | uang[uã] 灣    |                |
| än[ẽ] 仙 [ɕ-]       | iän[iẽ] 演     |                | üän[yẽ] 冤     |
| in[iŋ] 印           |                |                | üin[yiŋ] 運    |
| ong[oŋ] 嗡          | iong[ioŋ] 用   |                |                |
| en[əŋ] 恩           |                | uen[uəŋ] 問    |                |
| er[ɚ] 而            |                |                |                |
| y[ɿ] 死 [s-]        |                |                |                |
| r[ʅ] 日*、恥 [tʂʰ-] |                |                |                |

Anmerkung
“*” Fünfte Ton (5te Ton) – Eintrittston。

### Töne
Die Romanisierung des Dialekts verwendet hochgestellte Zahlen, um die fünf Töne zu markieren. Die Zahl steht in der oberen rechten Ecke jeder Silbe, wobei “¹” für den ersten Ton steht, “²” für den zweiten Ton und so weiter.